# Begonia ozotothrix
Espèce
Begonia ozotothrix est une espèce de plantes de la famille des Begoniaceae.
Elle a été décrite en 2009 par Daniel C. Thomas.